# Azteca petalocephala
Azteca petalocephala är en myrart som beskrevs av John T. Longino 1991. Azteca petalocephala ingår i släktet Azteca och familjen myror. Inga underarter finns listade.